# Comitatul Ozaukee, Wisconsin
Comitatul Ozaukee este unul din cele 72 de comitate din statul Wisconsin din Statele Unite ale Americii. Sediul acestuia este Port Washington. Conform recensământului din anul 2000, populația sa a fost 82.317 de locuitori.

## Geografie
Conform datelor furnizate de United States Census Bureau, comitatul are o arie totală de 2.891 km² (sau 1.116 sq mi), dintre care doar 601 km² (adică 232 square miles) sunt uscat, iar restul de 2.290 km² (ori 884 mile pătrate, adică 79.22%) reprezintă apă.

### Drumuri importante
- Interstate 43
- Highway 32 (Wisconsin)
- Highway 33 (Wisconsin)
- Highway 57 (Wisconsin)
- Highway 60 (Wisconsin)
- Highway 167 (Wisconsin)
- Highway 181 (Wisconsin)

### Comitate adiacente
- Comitatul Sheboygan - nord
- Comitatul Oceana,  Michigan - nord-est, în partea opusă Lacului Michigan
- Comitatul Muskegon, Michigan - est, în partea opusă Lacului Michigan
- Comitatul Milwaukee - sud
- Comitatul Waukesha - sud-vest
- Comitatul Washington - vest

## Demografie
|  | Graficele sunt indisponibile din cauza unor probleme tehnice. Mai multe informații se găsesc la Phabricator și la wiki-ul MediaWiki. |

Date: Wikidata - grafică realizată de Wikipedia